# Страбан (район)
Страба́н (англ. Strabane District Council, ирл. Comhairle Ceantair an tSratha Báin) — район, существовавший до 1 апреля 2015 года в Северной Ирландии в графстве Тирон, состоял из трёх избирательных областей — Derg, Glenelly и Mourne.
В 2011 году предлагалось объединить район с Дерри, однако в июне 2010 года Кабинет министров Северной Ирландии сообщил, что не может согласиться с реформой местного самоуправления и существующая система районов останется прежней в обозримом будущем.
С 1 апреля 2015 года объединен с районом Дерри в район Дерри-энд-Страбан.

## Состав
Административным центром района был город Страбан. В состав района входили следующие населённые пункты:
- Ардстро (Ardstraw)
- Артигарван (Artigarvan)
- Баллимагорри (Ballymagorry)
- Бриди (Bready)
- Гарвертах (Garvetagh)
- Гленморнан (Glenmornan)
- Глиб (Glebe)
- Донемана (Donemana)
- Кастлдерг (Castlederg)
- Киллен (Killen)
- Клэди (Clady)
- Кранах (Cranagh)
- Крэнног (Crannog)
- Ландахаусси (Landahaussy)
- Махерамэйсон (Magheramason)
- Мост Виктория (Victoria Bridge)
- Мост Дуглас (Douglas Bridge)
- Мост Лиффорд (Lifford Bridge)
- Ньютаунстюарт (Newtownstewart)
- Пламбридж (Plumbridge)
- Спамаунт (Spamount)
- Шон Миллс (Sion Mills)
- Эвиш (Evish)
- Эрганах (Erganagh)